# Nittenau
Nittenau település Németországban, azon belül Bajorországban. Lakosainak száma 9506 fő (2023. december 31.).

## Népesség
A település népessége az elmúlt években az alábbi módon változott:
| Lakosok száma | 1331 | 3109 | 5824 | 7275 | 8568 | 8676 | 8725 | 8906 | 9210 | 9506 |
|               | 1875 | 1950 | 1975 | 1987 | 2012 | 2014 | 2016 | 2017 | 2021 | 2023 |